# Smartmatic
Smartmatic es una empresa multinacional especializada  la automatización de procesos electorales utilizando el voto electrónico y autenticación biométrica.

## Historia
En 1997 tres ingenieros venezolanos, Antonio Mugica, Alfredo José Anzola y Roger Piñate, iniciaron una colaboración tecnológica mientras trabajaban para Panagroup Corp. Luego de los incidentes ocurridos en el Estado de Florida, en las elecciones celebradas entre Bush vs Gore del año 2000, el grupo se volcó al desarrollo de un software capaz de administrar funciones electorales. La empresa fue oficialmente fundada el 11 de abril de 2000 en Delaware, Estados Unidos, por Alfredo José Anzola.
En 2003, la empresa finalizó el sistema de software inicial. En 2004, el CNE aprobó como ganador (en concurso abierto con otras empresas, tales como Indra) al Consorcio SBC (compuesto por la empresa Bizta Software, Smartmatic y CANTV) para la automatización de las elecciones regionales venezolanas de 2004. El contrato incluyó un presupuesto de 128 millones de dólares. Smartmatic proveyó y operó las máquinas electrónicas de votación, Bizta organizó el envío manual de votos (hacia los centros de software) en áreas sin cobertura, y CANTV proveyó el soporte y la asistencia logística. Desde entonces, su solución electoral se ha desplegado en 14 procesos electorales en Venezuela, tras 15 años de servicio. Entre el año 2005 y 2007, Smartmatic realizó elecciones en Estados Unidos a través de la que fue su subsidiaria, Sequoia Voting Systems. La empresa también realiza procesos electorales en Curazao desde el año 2007 y en Filipinas desde 2008 (Región Autónoma de Mindanao) y Elecciones presidenciales de Filipinas de 2010.
Adicionalmente, Smartmatic ha trabajado en las elecciones vinculantes  Argentina, Ecuador, Bélgica, Bulgaria, Estonia, Italia, Reino Unido. y Estados Unidos y la Unión Europea (UE).`[cita requerida]
Fue la primera empresa en aplicar, en una elección nacional, este comprobante de votación en el año 2004 en Venezuela.
En el área de negocio de gestión de identidad, en 2009 la Corte Nacional Electoral de Bolivia (CNE) seleccionó a NEC Argentina –subsidiaria de la multinacional japonesa NEC Corporation- para llevar adelante el registro electoral, y esta, a su vez, requirió la tecnología y el soporte de Smartmatic para lograr el padrón biométrico del país andino. También en 2009, la Secretaría de Gobernación mexicana anunció la adquisición de 2000 PARkits, equipos diseñados por Smartmatic junto a la empresa Crossmatch para el registro de ciudadanos y la captura de datos biométricos en el marco del Programa Nacional de Identificación (nueva cédula de identidad y actualización del Registro Nacional de Población (Renapo)) en México. En tanto en 2010, La ONU (a través del Programa de las Naciones Unidas para el Desarrollo PNUD) y la Comisión Electoral de Zambia (ECZ) seleccionan a Smartmatic como el proveedor de tecnología para elaborar el registro electoral en dicho país africano.
A través de la unidad de Smart Cities, Smartmatic ha desarrollado proyectos en Seguridad Ciudadana y transporte público. La plataforma USP (Unified Security Platform™) de Smartmatic se instaló en más de 500 sucursales del Banco Santander-Serfin en México en 2002 bajo el nombre de SmartBank. En 2006, la Alcaldía Mayor de Caracas, en Venezuela inició la instalación de un sistema integrado de seguridad ciudadana y manejo de emergencias desarrollado por Smartmatic. En 2011, el distrito de Cartagena en Colombia seleccionó a Smartmatic y su socio Dataprom, para implementar y operar la colección automatizada de tarifas y el sistema de gestión de flotas para el nuevo Sistema Integrado de Transporte Masivo del distrito (Transcaribe), por un período de 18 años.
Durante una conferencia de prensa llevada a cabo en Londres, Antonio Mugica, director de Smartmatic (empresa proveedora de las máquinas de votación en Venezuela), señaló que las cifras anunciadas por el CNE no coincidían con las cifras arrojadas por el propio sistema, y que en el proceso electoral desarrollado el 30 de julio habrían participado menos votantes de los que arrojan las cifras oficiales, destacó que la diferencia estimada sería de al menos 1 millón de votos. Asimismo señaló: «Lo que puedo asegurar es que las cifras oficiales y las que arrojó el sistema no concuerdan». Marco Ruiz, secretario general del Sindicato Nacional de Trabajadores de la Prensa, indicó que 20 gerentes de la empresa Smartmatic se fueron el 2 de agosto de Venezuela por seguridad y cesaron sus operaciones en dicho país. La salida de los gerentes ocurrió antes de que la empresa denunciara que hubo manipulación de datos en los comicios del 30 de julio. Según palabras de Antonio Mugica, «pensamos que a las autoridades no les iba a gustar lo que teníamos para decir».
Desde el año 2018, la empresa comenzó una colaboración con las autoridades del condado de Los Ángeles en el desarrollo, fabricación, e implementación de un nuevo sistema de votación llamado VSAP (Solución de Votación para todos). La ciudad reemplazó su sistema de votación, con el que votaban los angelinos desde 1968, por un nuevo modelo que significó cambios en equipos, procesos, ubicaciones, días de votación e incluso el registro de los votantes. Todos estos cambios fueron implementados en las elecciones primarias presidenciales de marzo de 2020 A pesar del despliegue, hubo críticas por las largas filas para votar. Dean Logan, secretario y registrador del condado de Los Ángeles reconoció varios de los factores que influyeron en esto, se disculpó y prometió implementar reformas para las elecciones de noviembre de 2020. Entre los factores que ocasionaron las largas filas se encuentran la insuficiente cantidad de cuadernos de votación y los problemas en la conectividad. Pese a las largas filas, una encuesta realizada por la Universidad Loyola Marymount reveló que el 87,1% de los electores dijeron que la experiencia de votación fue "excelente" o "buena". Al comprar la votación con elecciones previas, 75% dijo que fue "fácil" o mucho "más fácil".[cita requerida]

## Productos

### Soluciones Electorales
Smartmatic ofrece tecnología en voto electrónico, con productos auditables y servicios para ejecutar las múltiples fases de una elección, desde la preparación del evento y registro de los votantes hasta las auditorías post-evento y el repliegue del proyecto; pasando por adiestramiento, despliegue, votación, escrutinio, consolidación y proclamación de candidatos. La empresa tiene una suite de herramientas flexibles.
La empresa ha distribuido y desplegado al menos cuatro modelos de máquinas de votación (serie SAES-3000, serie SAES-4000, SAES-888, SAES-2800, SAES1800 (estas dos últimas son dispositivos de conteo) y accesorios para facilitar el voto a personas con alguna discapacidad (audífonos, dispositivos para sorber y soplar (sip-and-puff), controles con botones en braille, etc.).
En cuanto al software, tiene una aplicación llamada Electoral Management System (EMS) que es un sistema de gerencia electoral que permite la definición y configuración de la elección.

### Gestión de Identidad
Estas soluciones de identificación de personas ofrecen tecnología (hardware y software) y servicios para atender registro y autenticación de ciudadanos, en aplicaciones como registro civil y de votantes, autenticación biométrica, inmigración y naturalización, expedición de documentos de identidad y registro para programas sociales, entre otros.
Entre los principales productos de esta empresa está el PARmobile que es un dispositivo portátil auto-contenido para los procesos de captación de información biográfica y biométrica y de verificación de identidad; ideal para operaciones de campo. Frost & Sullivan distinguió a Smartmatic (y el PARmobile) con el premio Customer Value Enhancement 2011 sobre la base de su análisis reciente al mercado de sistemas de gestión biométrica de identidad.

## Controversias
Smartmatic ha estado ligada con controversias en distintos eventos electorales.

### Venezuela (2004)
Luego de las polarizadas elecciones del referéndum revocatorio de Venezuela de 2004, surgieron en ese país suramericano críticas al proceso electoral, principalmente por parte de adversarios al gobierno, que incluyeron ataques a Smartmatic y a la tecnología. La empresa respondió a las críticas, que incluyen cuestionamientos sobre la estructura accionaria de la compañía, aclaradas tras confirmar que es una empresa de capital privado sin acciones de funcionarios públicos venezolanos ni actores políticos de ninguna otra nación; y acusaciones de fraude en las elecciones 2004. Los informes de los observadores internacionales y otros análisis, incluyendo al expresidente de Estados Unidos, Jimmy Carter y su Centro Carter rechazaron esta hipótesis y negaron el fraude, afirmando que el proceso se realizó de manera libre y justa. Evaluaciones estadísticas de 2006 y 2011 difieren y algunas personas cuestionaron el apoyo del Centro Carter al proceso electoral en el referéndum; el Centro Carter investigó las acusaciones y publicó un artículo y un análisis estadístico reafirmando sus conclusiones originales.

### Venezuela (2017)
Durante una conferencia de prensa llevada a cabo en Londres el 2 de agosto de 2017, Antonio Mugica, director de Smartmatic, proveedora de las máquinas de votación en Venezuela, señaló que las cifras anunciadas por el CNE fueron manipuladas y que en el proceso de las elecciones a la Asamblea Nacional Constituyente del 30 de julio habrían participado menos votantes de los que arrojan las cifras oficiales, destacó que la diferencia estimada sería de al menos 1 millón de votos.
Marco Ruiz, secretario general del Sindicato Nacional de Trabajadores de la Prensa, indicó que 20 gerentes de la empresa Smartmatic se fueron del país por seguridad el 2 de agosto. La salida de los gerentes ocurrió antes de que la empresa denunciara que hubo manipulación de datos en los comicios del 30 de julio. Según palabras de Antonio Mugica, «pensamos que a las autoridades no les iba a gustar lo que teníamos para decir».

### El Salvador (marzo 2018)
En 2018, para las elecciones legislativas de dicho país, la empresa debió rectificar los resultados preliminares expuestos. Francisco Campos (representante regional de la empresa), aseguró que el conteo de votos erróneo se había dado por una falla en un script; el cual fue resuelto en un par de horas. Se alegó que la falla fue humana (de quien había escrito el script) y colocaba primeros a quienes habían obtenido menor cantidad de votos. En El Salvador, en 2018, hubo un error de un script (un documento que contiene instrucciones escritas en códigos de programación) que contabilizó mal las preferencias a favor de ciertos candidatos en particular, entonces los que habían obtenido menos votos terminaron arriba. En mayo último, el Tribunal Supremo Electoral (TSE) de ese país exigió un millón de dólares a la empresa Smartmatic como compensación por las fallas. Finalmente, tras cinco meses de ocurrida la falla, el TSE logró que la empresa pagara u$s 226.000.
La Unión Europea emitió un informe donde explicó cómo fue toda la elección en El Salvador. Allí, indicó que en el simulacro hubo problemas y sólo la mitad de las actas de resultados se transmitió con éxito.

### Argentina (agosto de 2019)
En enero de 2019 el presidente argentino Mauricio Macri dio a conocer informalmente que había decidido contratar a Smarmatic para las Primarias Abiertas Simultáneas y Obligatorias (PASO) el proceso electoral y eliminar los telegramas y actas que se confeccionan manualmente en cada mesa electoral, para reemplazarlos por un sistema de transmisión electrónica de datos con un costo de 17 millones de dólares. A tal efecto el 12 de diciembre de 2018, el gobierno contrató por 1,2 millones de dólares, a través de una licitación por parte del Correo Argentino, a la empresa SmartMatic International Holding para crear e implementar el software de trasmisión de datos desde las mesas al centro de cómputos. lo que causó críticas de la oposición ya que esta tecnología fue violada en el 2017 en Venezuela,y en El Salvador en marzo de 2018. El hecho generó inquietud acerca de la manipulación de votos y posteriores denuncias de fraude respaldadas por diversos organismos internacionales, de la  Unión Europea y Estados Unidos. El Director Rodrigo Conte Grand, abogado del DINE (Dirección Nacional Electoral), encargado de controlar los comicios, aseguró que no tenía ni idea cómo funciona el software de elecciones En enero de 2019 el Poder Ejecutivo Nacional dio a conocer informalmente que había decidido eliminar los telegramas y actas que se confeccionan en cada mesa electoral, para reemplazarlos por un sistema de transmisión electrónica. La oposición también ha cuestionado la imposibilidad de auditar el software comprado a la empresa SmartMatic, debido a que el contrato no contempla la obligación de la empresa de exhibir el código fuente y que tratándose de propiedad privada, es la empresa la que se reserva el derecho a decidir quienes pueden acceder al código, haciendo imposible la fiscalización por parte de los partidos políticos no autorizados.
Los partidos de oposición al macrismo cuestionaron el cambio, sosteniendo que el sistema carecía de mecanismos para poder controlar tanto el software como la intangibilidad de los datos que antes contenían los telegramas y actas eliminados, durante el proceso de digitalización y transmisión.En tanto el peronismo pidió a la justicia que excluya a Smartmatic del escrutinio provisorio sosteniendo la idea de que el Gobierno pretendía instalar un resultado falso de las elecciones- El 29 de junio se realizó un simulacro de elecciones para probar el sistema de la empresa SmartMatic, que la empresa consideró exitosa, aun cuando la prensa señaló que había tenido graves irregularidades. Produciéndose varios errores técnicos en una prueba para las PASO que generaron una fuerte polémica. Finalmente el gobierno  de Mauricio Macri respaldó a la empresa. Posteriormente hubo críticas de la oposición pero el Gobierno insistió en volver a usar el sistema de Smartmatic en las elecciones de octubre

### Adquisición y venta de Sequoia Voting Systems
En 2005 Smartmatic adquirió Sequoia Voting Systems, una de las compañías estadounidenses líderes en la industria de voto electrónico. Junto a su subsidiaria Sequoia Voting Systems, Smartmatic estuvo presente en diversos comicios en Estados Unidos. En 2006, tras una solicitud de investigación de la Comisión de Inversiones Extranjeras en los Estados Unidos (CFIUS) por parte de la legisladora Carolyn B. Maloney, Smartmatic y Sequoia sometieron un reparo ante la Comisión con el propósito de permitir que el Gobierno de los Estados Unidos repasase la adquisición y despejara cualquier duda sobre la estructura accionaria de Smartmatic y cualquier vínculo con autoridades del gobierno venezolano. El proceso de evaluación culminó satisfactoriamente y ambas compañías se comprometieron a notificar a la xomisión los cambios pertinentes a futuro. En diciembre de 2006, ante el difícil clima del mercado norteamericano, marcado por un continuo debate en contra de inversiones extranjeras especialmente en el área de la tecnología electoral, Smartmatic vendió Sequoia Voting Systems.
Entre otros proveedores, en 2009 Smartmatic y Sequoia compitieron entre sí en la licitación para proveer máquinas de votación y servicios electorales en las Elecciones Nacionales de Filipinas 2010. Finalmente el proceso de licitación fue ganado por Smartmatic y los comicios se llevaron a cabo en mayo de ese año.